# Ármin Pécsi
Ármin Pécsi (Hainburg an der Donau, 24 de febrero de 2005) es un futbolista húngaro de origen austríaco. Juega de portero y su equipo actual es el Liverpool Football Club de la Premier League, máxima categoría del fútbol inglés.

## Trayectoria
En el año 2017 se incorporó Puskás Akadémia y culminó su formación en el club profesional de Hungría. Fue ascendido a la reserva del club al final de la temporada 2020-21, disputó un partido en tercera división.
En la temporada 2021-22 fue regular con la reserva del club, con la cual disputó 15 partidos. El 8 de enero de 2022, con 16 años tuvo una participación con el primer equipo en un amistoso de práctica, contra Brujas. Tuvo su primera convocatoria con los profesionales en la última fecha del Nemzeti Bajnokság I, pero no ingresó.
Se afianzo en la reserva en la siguiente campaña, defendió al club en 27 oportunidades, además fue convocado al campeonato, copa nacional y Conference League con el primer equipo, pero nuevamente no tuvo participación.
En búsqueda de oportunidades, fue cedido al Csákvár, para jugar en segunda división el campeonato 2023-24. Debutó como profesional el 30 de julio de 2023, fue titular en la fecha 1 del Nemzeti Bajnokság II pero perdieron 1-2 frente a Honvéd. Con 18 años, totalizó 18 partidos con los profesionales, donde recibió 24 goles pero mantuvo su arco invicto en 6 ocasiones, regresó a su club a fin de 2023.
Logró la titularidad con Puskás Akadémia en el segundo semestre del Nemzeti Bajnokság I 2023-24, tuvo 16 presencias, 15 goles recibidos y 4 partidos sin recibir goles.
Fue destacado como el mejor portero sub-21 del país del 2024. Tras su primera temporada completa con Puskás Akadémia, se convirtió en el primer futbolista húngaro en ser nominado al Golden Boy.
El 7 de junio de 2025 fue anunciado su fichaje por Liverpool. Dejó el club húngaro con 52 partidos jugados, 58 tantos recibidos y 15 juegos sin recibir goles.

## Selección nacional
Ha sido internacional con la selección de fútbol de Hungría en las categorías juveniles sub-17, sub-19 y sub-21.

## Estadísticas
Actualizado al último partido disputado el 24 de mayo de 2025.
| Club                            | Div.          | Temporada     | Liga  | Liga     | Liga    | Copas nacionales | Copas nacionales | Copas nacionales | Copas internacionales | Copas internacionales | Copas internacionales | Total | Total    | Total   |
| Club                            | Div.          | Temporada     | Part. | Goles r. | V. inv. | Part.            | Goles r.         | V. inv.          | Part.                 | Goles r.              | V. inv.               | Part. | Goles r. | V. inv. |
| ------------------------------- | ------------- | ------------- | ----- | -------- | ------- | ---------------- | ---------------- | ---------------- | --------------------- | --------------------- | --------------------- | ----- | -------- | ------- |
| Puskás Akadémia F. C. · Hungría | 1.ª           | 2021-22       | 0     | 0        | 0       | -                | -                | -                | -                     | -                     | -                     | 0     | 0        | 0       |
| Puskás Akadémia F. C. · Hungría | 1.ª           | 2022-23       | 0     | 0        | 0       | 0                | 0                | 0                | 0                     | 0                     | 0                     | 0     | 0        | 0       |
| Puskás Akadémia F. C. · Hungría | 1.ª           | 2023-24       | 16    | 15       | 4       | -                | -                | -                | -                     | -                     | -                     | 16    | 15       | 4       |
| Puskás Akadémia F. C. · Hungría | 1.ª           | 2024-25       | 30    | 35       | 9       | 2                | 1                | 1                | 4                     | 7                     | 1                     | 36    | 43       | 11      |
| Puskás Akadémia F. C. · Hungría | Total club    | Total club    | 46    | 50       | 13      | 2                | 1                | 1                | 4                     | 7                     | 1                     | 52    | 58       | 15      |
| Aqvital F. C. Csákvár · Hungría | 2.ª           | 2023-24       | 18    | 24       | 6       | -                | -                | -                | —                     | —                     | —                     | 18    | 24       | 6       |
| Aqvital F. C. Csákvár · Hungría | Total club    | Total club    | 18    | 24       | 6       | 0                | 0                | 0                | 0                     | 0                     | 0                     | 18    | 24       | 6       |
| Liverpool F. C. Inglaterra      | 1.ª           | 2025-26       | 0     | 0        | 0       | -                | -                | -                | -                     | -                     | -                     | 0     | 0        | 0       |
| Liverpool F. C. Inglaterra      | Total club    | Total club    | 0     | 0        | 0       | 0                | 0                | 0                | 0                     | 0                     | 0                     | 0     | 0        | 0       |
| Total carrera                   | Total carrera | Total carrera | 64    | 74       | 19      | 2                | 1                | 1                | 4                     | 7                     | 1                     | 70    | 82       | 21      |
| 1.                              |               |               |       |          |         |                  |                  |                  |                       |                       |                       |       |          |         |

## Palmarés

### Distinciones individuales
| Distinción                                        | Año  |
| ------------------------------------------------- | ---- |
| Premio Grosics al mejor portero sub-21 de Hungría | 2024 |
| Nominado al Premio Golden Boy                     | 2025 |